# قرار مجلس الأمن التابع للأمم المتحدة رقم 375
قرار مجلس الأمن التابع للأمم المتحدة رقم 375، المعتمد في 22 سبتمبر 1975، بعد دراسة طلب دولة بابوا غينيا الجديدة المستقلة للحصول على عضوية الأمم المتحدة، أوصى المجلس الجمعية العامة بقبول بابوا غينيا الجديدة.